# Liste der Mitglieder des Provinziallandtags der Provinz Westfalen (6. Sitzungsperiode)
Diese Liste gibt einen Überblick über die Mitglieder des Provinziallandtags der preußischen Provinz Westfalen in der sechsten Sitzungsperiode 1841.

## Liste der Abgeordneten
| Kurie                        | Wahlbezirk                            | Wahlkreis                                                     | Abgeordneter                                                          | Anmerkungx |
| Stand der Herren und Fürsten | Herzog von Arenberg                   |                                                               | Freiherr Matthias Alexander Heereman von Zuydtwyck                    | Als Vertreter von Prosper Ludwig (Arenberg)                                                                               |
| Stand der Herren und Fürsten | Fürst von Salm-Salm                   |                                                               | Graf Joseph von Plettenberg-Lenhausen                                 | Als Vertreter von Alfred Konstantin zu Salm-Salm                                                                          |
| Stand der Herren und Fürsten | Fürst von Sayn-Wittgenstein-Berleburg |                                                               | Freiherr von Maximilian Friedrich Edmund Josef Aloys Droste zu Senden | Als Vertreter von Albrecht zu Sayn-Wittgenstein-Berleburg                                                                 |
| Stand der Herren und Fürsten | Sayn-Wittgenstein-Wittgenstein        |                                                               | Freiherr Clemens von Ketteler                                         | Als Vertreter von Fürst Alexander zu Sayn-Wittgenstein-Hohenstein                                                         |
| Stand der Herren und Fürsten | Bentheim-Tecklenburg-Rheda            |                                                               | Graf Franz von Korff gen. Schmising-Kerssenbrock                      | Als Vertreter von Fürst Moritz Kasimir von Bentheim-Rheda                                                                 |
| Stand der Herren und Fürsten | Salm-Horstmar                         |                                                               | Freiherr Adolf von Bodelschwingh-Plettenberg                          | Als Vertreter von Fürst Wilhelm Friedrich zu Salm-Horstmar                                                                |
| Stand der Herren und Fürsten | Herzog von Croy                       |                                                               | Freiherr Klemens von Romberg                                          | Als Vertreter von Herzog Alfred von Croÿ                                                                                  |
| Stand der Herren und Fürsten | Fürst zu Rheina-Wolbeck               |                                                               | Napoleon Graf Lannoy de Clervaux Fürst zu Rheina-Wolbeck              | Abweichend gibt Bruns an, Karl von Merveldt sei als Vertreter des Fürsten zu Rheina-Wolbeck Landtagsabgeordneter gewesen. |
| Stand der Herren und Fürsten | Graf von Westfalen                    |                                                               | Graf Clemens von Westfalen zu Fürstenberg                             | |
| Stand der Herren und Fürsten | Herrschaft Gemen                      |                                                               | Graf Ignaz von Landsberg-Velen und Gemen                              | Landtagsmarschall |
| Ritterschaft                 | Minden-Ravensberg                     |                                                               | Franz von Borries                                                     | Oberregierungsrat zu Uhlenburg                                                                                            |
| Ritterschaft                 | Minden-Ravensberg                     |                                                               | Karl von der Recke                                                    | zu Obernfelde |
| Ritterschaft                 | Paderborn                             |                                                               | Freiherr Klemens von Wolff-Metternich                                 | zu Paderborn |
| Ritterschaft                 | Minden-Ravensberg                     |                                                               | Franz von Borries                                                     | Oberregierungsrat zu Uhlenburg                                                                                            |
| Ritterschaft                 | Minden-Ravensberg                     |                                                               | Karl von der Recke                                                    | zu Obernfelde |
| Ritterschaft                 | Paderborn                             |                                                               | Freiherr Friedrich von Oeynhausen                                     | zu Grevenburg |
| Ritterschaft                 | Paderborn                             |                                                               | Carl Alhard Dietrich Franz Otto Freiherr von der Borsch               | zu Holzhausen |
| Ritterschaft                 | Herzogtum Westfalen                   |                                                               | Freiherr Friedrich von Schorlemer                                     | Königlich sächsischer Kammerherr, Heringhausen                                                                            |
| Ritterschaft                 | Herzogtum Westfalen                   |                                                               | Graf Dietrich von Bocholtz-Alme                                       | Alme |
| Ritterschaft                 | Herzogtum Westfalen                   |                                                               | Freiherr Felix von Lilien                                             | Landrat, Echthausen |
| Ritterschaft                 | Mark                                  |                                                               | Freiherr Bodelschwingh Carl von Bodelschwingh                         | Regierungsvizepräsident, Münster                                                                                          |
| Ritterschaft                 | Mark                                  |                                                               | Freiherr Clemens von Lilien-Borg                                      | Werl |
| Ritterschaft                 | Mark                                  |                                                               | Freiherr Gisbert von Bodelschwingh-Plettenberg                        | zu Bodelschwingh |
| Ritterschaft                 | Mark                                  |                                                               | Graf Gotthard von der Recke von Volmerstein                           | zu Bochum |
| Ritterschaft                 | Mark                                  |                                                               | Florens von Bockum-Dolffs                                             | Landrat, Soest |
| Ritterschaft                 | Ost-Münster                           |                                                               | Johann Matthias von Galen                                             | Erbkämmerer, Assen |
| Ritterschaft                 | Ost-Münster                           |                                                               | Graf Ferdinand von Merveldt                                           | Kammerherr, Erbmarschall, Lembeck                                                                                         |
| Ritterschaft                 | Ost-Münster                           |                                                               | Freiherr Werner-Constantin von Droste zu Hülshoff                     | |
| Ritterschaft                 | Ost-Münster                           |                                                               | Freiherr Engelbert von Landsberg-Velen und Steinfurt                  | Drensteinfurth |
| Ritterschaft                 | West-Münster                          |                                                               | Graf Clemens von Corff, gen. von Schmising                            | |
| Ritterschaft                 | West-Münster                          |                                                               | Freiherr Maximilian Droste zu Vischering                              | Erbdroste |
| Ritterschaft                 | West-Münster                          |                                                               | Freiherr Clemens Carl von Twickel                                     | Erbschenk, Lüttinghoff |
| Städte                       | Minden-Ravensberg                     | Stadt Minden                                                  | Johann Franz Ludwig Koch                                              | Justizrat zu Minden |
| Städte                       | Minden-Ravensberg                     | Stadt Bielefeld                                               | Friedrich Wilhelm Eduard Körner                                       | Bürgermeister aus Bielefeld                                                                                               |
| Städte                       | Minden-Ravensberg                     | Städte Herford und Vlotho                                     | Philipp Heinrich Poelmahn                                             | Bürgermeister aus Vlotho                                                                                                  |
| Städte                       | Minden-Ravensberg                     | übrige Städte                                                 | Wilhelm Bartels                                                       | Kaufmann zu Gütersloh |
| Städte                       | Paderborn                             | Stadt Höxter und Paderborn                                    | Heinrich Oppermann                                                    | Stadtverordneter aus Höxter                                                                                               |
| Städte                       | Paderborn                             | übrige Städte                                                 | Carl Larenz                                                           | Ratsmann zu Beverungen |
| Städte                       | Herzogtum Westfalen                   | Stadt Siegen                                                  | Johannes Oechelhäuser                                                 | Fabrikant aus Siegen |
| Städte                       | Herzogtum Westfalen                   | Stadt Hamm                                                    | Franz Joseph Dröge                                                    | Justizkommissar zu Arnsberg                                                                                               |
| Städte                       | Herzogtum Westfalen                   | übrige Städte                                                 | Friedrich Wilhelm Bröckelmann                                         | Kaufmann zu Reheim |
| Städte                       | Mark                                  | Stadt Iserlohn                                                | Carl Dietrich Ebbinghaus                                              | Fabrikant aus Iserlohn |
| Städte                       | Mark                                  | Stadt Dortmund                                                | Carl Fechner                                                          | Gastwirt aus Dortmund |
| Städte                       | Mark                                  | Stadt Lippstadt und Soest                                     | Georg Zurhelle                                                        | Kaufmann aus Lippstadt |
| Städte                       | Mark                                  | Stadt Schwelm, Hagen und Altena                               | Theodor Sternenberg                                                   | Bürgermeister aus Schwelm                                                                                                 |
| Städte                       | Mark                                  | übrige Städte                                                 | Heinrich Hueck                                                        | |
| Städte                       | Ost-Münster                           | Stadt Münster                                                 | Johann Hermann Hüffer                                                 | Buchhändler aus Münster                                                                                                   |
| Städte                       | Ost-Münster                           | Stadt Münster                                                 | Ignatz Hermann Joseph Goesen                                          | Weinhändler aus Münster                                                                                                   |
| Städte                       | Ost-Münster                           | Stadt Bocholt und Warendorf                                   | Korbach                                                               | Stadtverordneter aus Bocholt                                                                                              |
| Städte                       | Ost-Münster                           | übrige Städte                                                 | Bernhard Ernst Greiff                                                 | Gutsbesitzer aus Tecklenburg                                                                                              |
| Städte                       | West-Münster                          | Stadt Recklinghausen, Dorsten, Rheine, Coesfeld und Stadtlohn | Anton Werne                                                           | Gemeinde-Empfänger zu Recklinghausen                                                                                      |
| Städte                       | West-Münster                          | übrige Städte                                                 | Melchior Essewich                                                     | Ratsherr aus Dülmen |
| Landgemeinden                | Minden-Ravensberg                     | Kreis Minden                                                  | Ludwig Meyer                                                          | Kolon in Südhemmern |
| Landgemeinden                | Minden-Ravensberg                     | Kreis Lübbecke                                                | Johann Wilhelm Brüning                                                | Kolon in Gehlenbckj |
| Landgemeinden                | Minden-Ravensberg                     | Kreise Bünde und Herford                                      | Johan Christian Lübke                                                 | Kolon zu Herringhausen |
| Landgemeinden                | Minden-Ravensberg                     | Kreise Bielefeld, Halle und Wiedenbrück                       | Adolph Meyer Brüning                                                  | Kolon in Schledebrück |
| Landgemeinden                | Paderborn                             | Kreise Paderborn und Büren                                    | Johann Schulte                                                        | Ortsbeamter in Barkhausen                                                                                                 |
| Landgemeinden                | Paderborn                             | Kreise Brackel, Warburg und Höxter                            | Franz Hermann Sarrazin                                                | Vorsteher in Schmechten                                                                                                   |
| Landgemeinden                | Herzogtum Westfalen                   | Kreise Lippstadt und Brilon                                   | Johann Loeper                                                         | Landwirt in Westerotten                                                                                                   |
| Landgemeinden                | Herzogtum Westfalen                   | Kreise Wittgenstein, Siegen und Olpe                          | Nicolaus Martin                                                       | Fabrikant in Erndtebrück                                                                                                  |
| Landgemeinden                | Herzogtum Westfalen                   | Kreise Arnsberg und Eslohe                                    | Anton Kayser gen. Krämer                                              | Ackermann in Schönholthausen                                                                                              |
| Landgemeinden                | Mark                                  | Kreise Soest und Hamm                                         | Arnold Pilger                                                         | Bürgermeister in Borgeln                                                                                                  |
| Landgemeinden                | Mark                                  | Kreise Dortmund und Bochum                                    | Theodor Wilhelm Rehlinghaus                                           | Landwirt in Grumme, wurde als Stellvertreter gewählt und nahm am Landtag teil                                             |
| Landgemeinden                | Mark                                  | Kreise Iserlohn und Altena                                    | Diebrich Schwarzeelühr                                                | Landwirt in Recklinghausen                                                                                                |
| Landgemeinden                | Mark                                  | Kreis Hagen                                                   | Wilhelm Hundeicker                                                    | Landwirt in Nigena |
| Landgemeinden                | Ost-Münster                           | Kreis Tecklenburg                                             | Johann Rudolf Wulff                                                   | Kolon in Lotte |
| Landgemeinden                | Ost-Münster                           | Kreise Warendorf und Beckum                                   | J. Conrad Otterpohl                                                   | Landwirt in Möhler, wurde als Stellvertreter gewählt und nahm am Landtag teil                                             |
| Landgemeinden                | Ost-Münster                           | Kreis Münster                                                 | Johann Christian Biederlack                                           | Kaufmann in Greven |
| Landgemeinden                | Ost-Münster                           | Kreis Lüdinghausen                                            | Bernhard Heinrich Anton Schulze Forkenbeck                            | Schulze in Lüdinghausen                                                                                                   |
| Landgemeinden                | West-Münster                          | Kreis Recklinghausen                                          | Friedrich Devens                                                      | Landwirt in Welheim |
| Landgemeinden                | West-Münster                          | Kreise Borken und Ahaus                                       | Engelbert Hungerhoff                                                  | Landwirt in Wirthe |
| Landgemeinden                | West-Münster                          | Kreise Coesfeld und Steinfurt                                 | Schulze Froning gen. Pröbsting                                        | Schulze in Nordwalde |